# Protea dekindtiana
Protea dekindtiana är en tvåhjärtbladig växtart som beskrevs av Adolf Engler. Protea dekindtiana ingår i släktet Protea och familjen Proteaceae. Inga underarter finns listade i Catalogue of Life.